# Oberea insoluta
Oberea insoluta là một loài bọ cánh cứng trong họ Cerambycidae.